# 강진군의 국회의원

## 행정구역 변천
- 1945년 8월 15일 전라남도 강진군
- 1983년 2월 15일 도암면이 신전면으로 분면

## 강진군의 역대 국회의원 일람
| 대수         | 이름           | 소속정당       | 임기                               | 선거구역                         |
| ------------ | -------------- | -------------- | ---------------------------------- | -------------------------------- |
| 제1대        | 차경모(車庚模) | 무소속         | 1948년 5월 31일 - 1950년 5월 30일  | 강진군 일원                      |
| 제2대        | 양병일(梁炳日) | 민주국민당     | 1950년 5월 31일 - 1954년 5월 30일  | 강진군 일원                      |
| 제3대        | 김성호(金聲浩) | 자유당         | 1954년 5월 31일 - 1958년 5월 30일  | 강진군 일원                      |
| 제4대        | 김향수(金向洙) | 무소속         | 1958년 5월 31일 - 1960년 7월 28일  | 강진군 일원                      |
| 제5대 민의원 | 양병일(梁炳日) | 민주당         | 1960년 7월 29일 - 1961년 5월 16일  | 강진군 일원                      |
| 제6대        | 김준연(金俊淵) | 자유민주당     | 1963년 12월 17일 - 1967년 6월 30일 | 영암군·강진군 일원               |
| 제7대        | 윤재명(尹在明) | 민주공화당     | 1967년 7월 1일 - 1971년 6월 30일   | 영암군·강진군 일원               |
| 제8대        | 윤재명(尹在明) | 민주공화당     | 1971년 7월 1일 - 1972년 10월 17일  | 영암군·강진군 일원               |
| 제9대        | 길전식(吉典植) | 민주공화당     | 1973년 3월 12일 - 1979년 3월 11일  | 장흥군·강진군·영암군·완도군 일원 |
| 제9대        | 황호동(黃鎬東) | 신민당         | 1973년 3월 12일 - 1979년 3월 11일  | 장흥군·강진군·영암군·완도군 일원 |
| 제10대       | 길전식(吉典植) | 민주공화당     | 1979년 3월 12일 - 1980년 8월 27일  | 장흥군·강진군·영암군·완도군 일원 |
| 제10대       | 윤재명(尹在明) | 무소속         | 1979년 3월 12일 - 1980년 10월 27일 | 장흥군·강진군·영암군·완도군 일원 |
| 제11대       | 김식(金湜)     | 민주정의당     | 1981년 4월 11일 - 1985년 4월 10일  | 장흥군·강진군·영암군·완도군 일원 |
| 제11대       | 류재희(柳在熙) | 민주한국당     | 1981년 4월 11일 - 1985년 4월 10일  | 장흥군·강진군·영암군·완도군 일원 |
| 제12대       | 김식(金湜)     | 민주정의당     | 1985년 4월 11일 - 1988년 5월 29일  | 장흥군·강진군·영암군·완도군 일원 |
| 제12대       | 이영권(李永權) | 신한민주당     | 1985년 4월 11일 - 1988년 5월 29일  | 장흥군·강진군·영암군·완도군 일원 |
| 제13대       | 김영진(金泳鎭) | 평화민주당     | 1988년 5월 30일 ~ 1992년 5월 29일  | 강진군·완도군 일원               |
| 제14대       | 김영진(金泳鎭) | 민주당         | 1992년 5월 30일 ~ 1996년 5월 29일  | 강진군·완도군 일원               |
| 제15대       | 김영진(金泳鎭) | 새정치국민회의 | 1996년 5월 30일 ~ 2000년 5월 29일  | 강진군·완도군 일원               |
| 제16대       | 천용택(千容宅) | 새천년민주당   | 2000년 5월 30일 ~ 2004년 5월 29일  | 강진군·완도군 일원               |
| 제17대       | 이영호(李泳鎬) | 열린우리당     | 2004년 5월 30일 ~ 2008년 5월 29일  | 강진군·완도군 일원               |
| 제18대       | 유선호(柳宣浩) | 통합민주당     | 2008년 5월 30일 ~ 2012년 5월 29일  | 장흥군·강진군·영암군 일원        |
| 제19대       | 황주홍(黃柱洪) | 민주통합당     | 2012년 5월 30일 ~ 2016년 5월 29일  | 장흥군·강진군·영암군 일원        |
| 제20대       | 황주홍(黃柱洪) | 국민의당       | 2016년 5월 30일 ~ 2020년 5월 29일  | 고흥군·보성군·장흥군·강진군 일원 |
| 제21대       | 김승남(金承南) | 더불어민주당   | 2020년 5월 30일 ~ 2024년 5월 29일  | 고흥군·보성군·장흥군·강진군 일원 |
| 제22대       | 문금주(文今柱) | 더불어민주당   | 2024년 5월 30일 ~                  | 고흥군·보성군·장흥군·강진군 일원 |

## 같이 보기
- 영암군의 국회의원
- 장흥군의 국회의원
- 완도군의 국회의원
- 고흥군의 국회의원
- 보성군의 국회의원
- 강진군·완도군
- 장흥군·강진군·영암군
- 고흥군·보성군·장흥군·강진군